# Municipio de Fulton (condado de Muscatine)
El municipio de Fulton (en inglés: Fulton Township) es un municipio ubicado en el condado de Muscatine en el estado estadounidense de Iowa. En el año 2010 tenía una población de 703 habitantes y una densidad poblacional de 7,5 personas por km².

## Geografía
El municipio de Fulton se encuentra ubicado en las coordenadas 41°33′10″N 90°49′35″O / 41.55278, -90.82639. Según la Oficina del Censo de los Estados Unidos, el municipio tiene una superficie total de 93.7 km², de la cual 93,59 km² corresponden a tierra firme y (0,12 %) 0,11 km² es agua.

## Demografía
Según el censo de 2010, había 703 personas residiendo en el municipio de Fulton. La densidad de población era de 7,5 hab./km². De los 703 habitantes, el municipio de Fulton estaba compuesto por el 96,44 % blancos, el 0,85 % eran afroamericanos, el 0,57 % eran amerindios, el 0,43 % eran asiáticos, el 0,43 % eran de otras razas y el 1,28 % eran de una mezcla de razas. Del total de la población el 1,99 % eran hispanos o latinos de cualquier raza.